# Krasimir Dounev
Krasimir Dounev (en bulgare : Красимир Николаев Дунев), né le 11 septembre 1972 à Plovdiv, est un gymnaste bulgare.

## Palmarès

### Jeux olympiques
- Atlanta 1996
  -  médaille d'argent à la barre fixe

### Championnats du monde
- Sabae 1995
  -  médaille de bronze à la barre fixe

- San Juan 1996
  -  médaille d'argent à la barre fixe

### Championnats d'Europe
- Copenhague 1996
  -  médaille d'or à la barre fixe